# Chrysoprasis piriana
Chrysoprasis piriana är en skalbaggsart. Chrysoprasis piriana ingår i släktet Chrysoprasis och familjen långhorningar.

## Underarter
Arten delas in i följande underarter:
- C. p. piriana
- C. p. margarita